# Geoffroy de Winchester
Geoffroy de Winchester (en anglais : Geoffrey of Winchester ; en latin : Godefridus de Vincestria ou Godefridus Wintonensis), connu également sous le nom de Geoffroy de Cambrai (en anglais : Geoffrey of Cambrai), est un poète satirique anglais de la seconde moitié du XIe siècle et du début du XIIe siècle, connu pour ses épigrammes. Il composait ses œuvres en latin.

## Biographie
D'origine française, Geoffroy de Winchester naît à Cambrai vers le milieu du XIe siècle. Après s'être livré à l'étude des Belles-lettres, il passe en Angleterre à la suite de Guillaume le Conquérant et devient prieur au monastère de Winchester en 1082. Il se rendit illustre par sa vertu et par son savoir et, d'après Guillaume de Malmesbury, fit observer aux moines une exacte discipline.
Il meurt en 1107.

## Sources biographiques
- (en) A. G. Rigg, « Godfrey of Winchester », Oxford Dictionary of National Biography, Oxford University Press, 2004.
- (en) Charles Lethbridge Kingsford (en), « Godfrey of Winchester », Dictionary of National Biography, Volume 22, 1885–1900.